# Joseph Rebbert
Joseph Rebbert (* 19. Mai 1837 in Winterberg; † 13. Juli 1897 in Paderborn) war ein deutscher katholischer Priester. Durch die Veröffentlichung zahlreicher antijüdischer Hetzschriften leistete er dem Antisemitismus Vorschub.

## Leben
Joseph Rebbert wurde 1837 in Winterberg geboren. Seine Eltern waren der Chausseeaufseher und Landwirt Jacob Rebbert und dessen Ehefrau Maria Catharina, geborene Lange. Er besuchte die Schulen in Brilon und Münstereifel. Er studierte Theologie in Bonn, Köln und Paderborn, um 1871 in Würzburg den Doktortitel der Theologie zu erwerben.
Er wurde am 17. August 1860 in Paderborn zum Priester geweiht, ab dem 10. Oktober 1865 Präses des Knabenseminars in Paderborn, war danach ab 1887 Professor der neutestamentlichen Exegese und erhielt zuletzt den Titel „Päpstlicher Geheimer Kämmerer“.
Die von ihm mit gegründete Bonifacius-Druckerei nutzte er zur Verbreitung seiner Schriften. 1878 gründete er das Sonntagsblatt „Leo“ (heute: Der Dom) und leitete es bis zu seinem Tod. Hierin warb er unter anderem für Spenden zur Unterstützung mittelloser Theologiestudierender. Von 1874 bis 1876 war er Schriftleiter der „Blätter für kirchliche Wissenschaft und Praxis“. Er war entschiedener Anhänger der Unfehlbarkeit des Papstes. Mit der Neuauflage eines von Bischof Konrad Martin herausgegebenen Buches „Blicke in's talmudische Judentum“ im Jahr 1876 mit verfälschten Zitaten aus dem Talmud trug er zur Verbreitung des Antisemitismus bei. Die Publikationen des evangelischen Pfarrers Friedrich Wilhelm Thümmel griff er im Jahre 1887 mit einer in Paderborn erschienenen Broschüre heftig an.

## Schriften
- Biographien
  - Anna Katharina Emmerich und Luise Latreau. Paderborn, 1878.
  - Papst Leo XIII. Paderborn, 1878.
  - Bekenner-Bischof Konrad Martin. Paderborn, 1879. (ULB Münster)
  - Clemens August von Köln, Erzbischof von Cöln. Paderborn, 1873, (Sonderabdruck aus: Bonifacius-Broschüre Jg. 1873, Nr. 5 und 6).
- Schriften zum Papsttum und zur Unfehlbarkeit
- Schriften gegen Altkatholiken und Protestanten
  - Marpingen und seine Gegner. Apologetische Zugabe zu den Schriften und Berichten über Marpingen, Mettenbuch und Dittrichswalde. Ein Schutz- und Trutzbüchlein für das katholische Volk. Mit specieller Rücksicht auf die protestantische Broschüre: „Marpingen und das Evangelium“. Bonifacius, Paderborn 1877 (online bei Digitalisierte Sammlungen der Staatsbibliothek zu Berlin).
- Hetzschriften gegen die Juden:
  - Blicke in's talmudische Judentum. Paderborn, 1876.
  - Christenschutz, nicht Judenhatz. Paderborn, 1876. (ULB Münster)
- Polemische Schriften gegen Einzelpersonen